# Ian Harvey (Biathlet)
Ian Harvey (* 13. November 1967) ist ein ehemaliger US-amerikanischer Biathlet.
Ian Harvey war 1992 Teil des US-Biathlonteams bei den Olympischen Winterspielen in Albertville, wo er allerdings als Ersatzmann nicht zum Einsatz kam. Er gehörte insbesondere in der Saison 1993/94 zum Nationalkader der USA. Er gab sein internationales Debüt bei einem Weltcup-Einzel in Oberhof und wurde 64. Höhepunkt der zwischenolympischen Saison wurden die Weltmeisterschaften 1993 in Borowetz, wo Harvey an der Seite von Curt Schreiner, Dave Jareckie und Erich Wilbrecht 16. wurde. Zudem kam er im Sprint auf den 68. Platz und erreichte mit Rang 32. im Einzel sein bestes internationales Resultat. Zum Saisonende konnte er bei einem Einzel in Hinton mit Platz 52 sein bestes Resultat erreichen. Der Versuch sich 2002 nochmals für die Olympischen Winterspiele im heimischen Utah zu qualifizieren scheiterte.
1992 lernte Harvey die deutsche Biathletin und Olympiasiegerin Antje Misersky kennen, 1993 heiratete das Paar und Misersky trat bis zu ihrem Karriereende 1995 unter dem Familiennamen ihres Mannes an. Das Paar hat zwei Kinder und betreibt in Heber City ein Sportgeschäft. Ian Harvey ist Mormone.

## Weltcup-Platzierungen
Die Tabelle zeigt alle Platzierungen (je nach Austragungsjahr einschließlich Olympische Spiele und Weltmeisterschaften).
- 1.–3. Platz: Anzahl der Podiumsplatzierungen
- Top 10: Anzahl der Platzierungen unter den ersten zehn (einschließlich Podium)
- Punkteränge: Anzahl der Platzierungen innerhalb der Punkteränge (einschließlich Podium und Top 10)
- Starts: Anzahl gelaufener Rennen in der jeweiligen Disziplin

| Platzierung                                                                             | Einzel | Sprint | Verfolgung | Massenstart | Team | Staffel | Gesamt |
| --------------------------------------------------------------------------------------- | ------ | ------ | ---------- | ----------- | ---- | ------- | ------ |
| 1. Platz                                                                                |        |        |            |             |      |         |        |
| 2. Platz                                                                                |        |        |            |             |      |         |        |
| 3. Platz                                                                                |        |        |            |             |      |         |        |
| Top 10                                                                                  |        |        |            |             |      |         |        |
| Punkteränge                                                                             |        |        |            |             |      | 1       | 1      |
| Starts                                                                                  | 5      | 6      |            |             |      | 1       | 12     |
| Stand: Karriereende, einschließlich WM und Olympia, Daten wahrscheinlich nicht komplett |        |        |            |             |      |         |        |

## Belege
1. ↑  Für Antje Harvey zählt nur noch die Familie www.rp-online.de, 16. Januar 2001.

| Personendaten    | Personendaten              |
| ---------------- | -------------------------- |
| NAME             | Harvey, Ian                |
| KURZBESCHREIBUNG | US-amerikanischer Biathlet |
| GEBURTSDATUM     | 13. November 1967          |